# 九龍巴士8P線
九龍巴士8P線是香港一條九龍市區巴士路線，由九龍巴士（一九三三）有限公司營辦，於1998年8月1日起投入服務，循環來往海逸豪園及尖沙咀。8P線在香港特別行政區政府憲報發布的《路線表令》中屬九龍巴士8A線的特別班次，來回程均取道紅磡繞道往返黃埔花園至尖沙咀之間，不經主線所服務的紅磡站及漆咸道南。

## 歷史
8P線於1998年8月1日起投入服務，循環來往海逸豪園及尖沙咀，以配合海逸豪園首期落成入伙，初期只在每天早上及黃昏繁忙時間行走，介乎黃埔花園至尖沙咀之間行車路線與九龍巴士8A線大致相同。2000年12月22日起，此路線擴展至每天全日服務，來回程改經全段紅磡繞道，不經紅磡車站及漆咸道南。另外，8P線往尖沙咀方向初期繞經會彌敦道、中間道及九龍公園徑前往尖沙咀碼頭，並於彌敦道半島酒店外設有分站，受九廣東鐵尖沙咀支線建造工程影響，由2002年4月21日起，此路線改為直接沿梳士巴利道駛入尖沙咀碼頭，並在梳士巴利道近香港文化中心設置分站。
2015年6月27日，九巴在8P線引入巴士到站時間預報系統。2021年6月7日起，此路線往尖沙咀方向加停梳士巴利道「尖東站」。2025年8月11日起，此路線取消上午繁忙時段不經黃埔花園的特別班次。

## 服務時間及班次
8P線所有常規班次均於海逸豪園開出，並於每日清晨至晚間提供服務，列表如下：
| 海逸豪園開           | 海逸豪園開   | 海逸豪園開   |
| 日期                 | 服務時間     | 班次（分鐘） |
| -------------------- | ------------ | ------------ |
| 星期一至五           | 06:00－08:00 | 20           |
| 星期一至五           | 08:00－09:00 | 15           |
| 星期一至五           | 09:00－16:05 | 25           |
| 星期一至五           | 16:05－17:05 | 20           |
| 星期一至五           | 17:05－18:35 | 15           |
| 星期一至五           | 18:35－20:15 | 20           |
| 星期一至五           | 20:15－23:10 | 25           |
| 星期一至五           | 23:40        |              |
| 星期六、日及公眾假期 | 06:00－11:00 | 25           |
| 星期六、日及公眾假期 | 11:00－20:20 | 20           |
| 星期六、日及公眾假期 | 20:20－23:40 | 25           |

## 收費
8P線全程收費為$5.1，並不設任何分段收費。
8P線設有12歲以下小童及65歲或以上長者半價優惠，當中60歲－64歲香港居民、65歲或以上長者與合資格殘疾人士如以指定八達通繳付8P線的車資，均可享有長者及合資格殘疾人士公共交通票價優惠計劃提供的$2票價優惠。乘客登車時需以現金或八達通卡繳付車資，不設找贖；而每位成人乘客可免費帶同最多兩名四歲以下而且不佔座位的兒童乘車。此外，乘客亦可透過多元化電子支付系統（e度嘟）繳付車資，乘客使用此付款方式不能享有與非九巴／龍運路線之轉乘優惠，亦不能享有「公共交通費用補貼計劃」及「長者及合資格殘疾人士乘車優惠計劃」。

## 行車路線

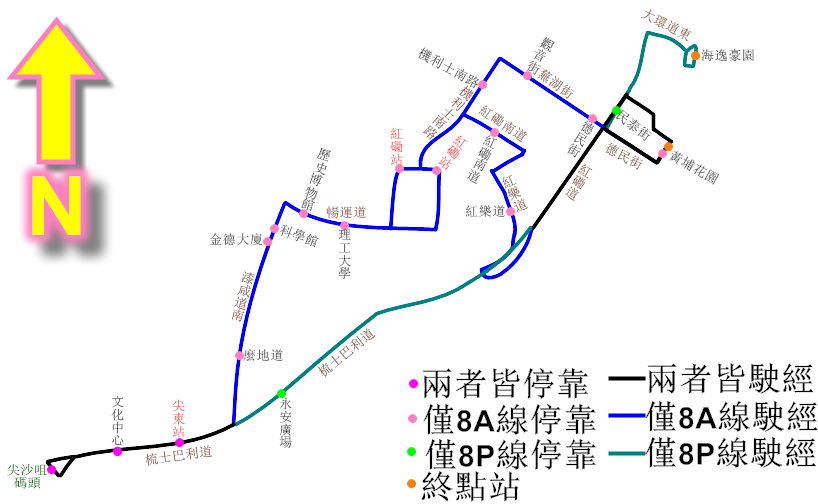
8A線與8P線的走線圖，當中藍線表示只有8A線駛經；而藍綠色則表示只有8P駛經

8P線所有班次均由海逸豪園開出，常規班次途經海逸道、大環道東、紅磡道、德安街、黃埔花園公共運輸交匯處、德康街、紅磡道、紅磡繞道、梳士巴利道、尖沙咀碼頭巴士總站、梳士巴利道、紅磡繞道、紅磡道及大環道折返海逸豪園，具體停站請參考資訊框。

## 使用狀況
過往黃埔花園也有專線小巴6號及6X線（均已取消）連接尖沙咀。根據《2009－2010年度巴士路線發展計劃》，8P線繁忙時段乘客使用率約44%，每日平均客量約為2,528人次；特別班次繁忙時段乘客使用率約69%，每日平均客量約為444人次。《計劃》指出此路線受相關專線小巴路線競爭，雖然服務海逸豪園的非法邨巴於2001年被勒令停辦，但此路線的乘客量仍較2002年下跌21%，自中環天星碼頭搬遷後再下跌多10%。
港鐵觀塘綫延綫於2016年通車後，8P線最繁忙半小時平均載客率由該年1月至3月的87.2%下降至同年11月的64.8%，2017年則回升至79.2%。根據《2018－2019年度巴士路線計劃》，8P線常規班次在最繁忙一小時內的載客率約75%；特別班次最繁忙一小時內載客率約30%，最繁忙半小時內的載客率則為約35%；2017年上半年的整體乘客量較2016年同期下降約25%，運輸署和九巴建議此路線取消由海逸豪園開出不經黃埔花園前往尖沙咀的特別班次。而在《2019－2020年度巴士路線計劃》中，此路線常規班次在最繁忙一小時內的載客率約62%，特別班次最繁忙一小時內載客率則約32%；2018年上半年的整體乘客量較2017年同期下降約5%，運輸署和九巴再次建議此路線取消由海逸豪園開出不經黃埔花園前往尖沙咀的特別班次。

### 書籍
- 容偉釗. . BSI. 2001-11: 58. ISBN 9628414607 （中文（香港））.
- 容偉釗. . BSI. 2014-01: 78, 79. ISBN 9789881453143 （中文（香港））.

### 其他參考資料
1. 1 2 3  . 九龍巴士（一九三三）有限公司.   [2024-05-02]. （原始内容存档于2022-07-03） （中文（香港））. （页面存档备份，存于）
2. 1 2   (PDF). 2023年第134號法律公告. 2023-10-20  [2024-02-12]. （原始内容存档 (PDF)于2023-11-28） （中文（香港））. （页面存档备份，存于）
3. ↑  陳志華, 李青儀, 盧柊泠. . 中華書局 (香港). 2013-07: 38, 65. ISBN 9789888263059 （中文（香港））.
4. ↑  . 九龍巴士（一九三三）有限公司.   [2024-05-02]. （原始内容存档于2024-04-26） （中文（香港））. （页面存档备份，存于）
5. ↑   (新闻稿). 九龍巴士（一九三三）有限公司. 2002-04-20  [2024-05-02]. 原始内容存档于2004-12-06 （中文（香港））.
6. ↑   (新闻稿). 運輸署. 2002-04-19  [2024-05-02]. （原始内容存档于2023-02-06） （中文（香港））.
7. ↑   (新闻稿). 九龍巴士（一九三三）有限公司. 2015-06-26  [2024-05-02]. （原始内容存档于2024-01-19） （中文（香港））.（ (PDF).   [2024-05-02]. 原始内容存档于2015-06-26 （中文（香港））. （页面存档备份，存于））
8. ↑   (PDF). 九龍巴士（一九三三）有限公司.   [2021-06-03]. （原始内容存档 (PDF)于2021-06-03） （中文（香港））. （页面存档备份，存于）
9. ↑  . 運輸著. 2025-08-04 （中文（香港））.
10. ↑   (PDF). 九龍巴士（一九三三）有限公司. 2025-08 （中文（香港））.
11. ↑   (PDF). Timetable. 2022-11-22  [2024-05-02]. （原始内容存档 (PDF)于2024-02-21） –search.kmb.hk （英语）. （页面存档备份，存于）
12. 1 2  . 九龍巴士（一九三三）有限公司.   [2022-10-02]. （原始内容存档于2022-09-30）. （页面存档备份，存于）
13. ↑  . 九龍巴士（一九三三）有限公司.   [2022-10-02]. （原始内容存档于2022-09-30）. （页面存档备份，存于）
14. 1 2  . 九龍巴士（一九三三）有限公司.   [2022-10-02]. （原始内容存档于2022-10-02）. （页面存档备份，存于）
15. ↑  運輸署.  (报告). 九龍城區議會轄下交通及運輸事務委員會文件第01/2009號: 附件1. 2009-02 （中文（香港））.
16. ↑   (PDF). 運輸署. 2016-12: 附件1  [2024-05-15]. （原始内容 (PDF)存档于2018-08-30） （中文（香港））.
17. ↑  運輸署.  (PDF). 九龍城區議會轄下交通及運輸事務委員會文件第03/17號. 2017-02: 附件1  [2024-05-15]. （原始内容 (PDF)存档于2023-06-03） （中文（香港））.
18. ↑  運輸署.  (PDF). 九龍城區議會轄下交通及運輸事務委員會文件第01/18號. 2018-02: 附件2  [2024-05-15]. （原始内容存档 (PDF)于2023-11-22） （中文（香港））.
19. ↑  運輸署.  (PDF). 九龍城區議會轄下交通及運輸事務委員會文件第02/19號. 2019-01: 附件2  [2024-05-15]. （原始内容存档 (PDF)于2022-06-23） （中文（香港））.